# تپه بیار
تپه بیار مربوط به هزاره اول قبل از میلاد است و در شهرستان مانه و سملقان، روستای بیارد واقع شده و این اثر در تاریخ ۲۳ فروردین ۱۳۴۶ با شمارهٔ ثبت ۷۱۹ به‌عنوان یکی از آثار ملی ایران به ثبت رسیده است.